# Koboski
Koboski è una frazione polacca del comune di Nowe Piekuty, nel voivodato della 
Podlachia.
Si trova a circa 4 km a nord-est di Nowe Piekuty, a 17 km a est di Wysokie Mazowieckie e a 40 km a sud-ovest della capitale del voivodato Białystok.